# Boltigen
Boltigen est une commune suisse du canton de Berne, située dans l'arrondissement administratif du Haut-Simmental-Gessenay.

## Géographie
Boltigen est une localité du Simmental (vallée du canton de Berne, Suisse). Ce village, typiquement bernois, se trouve, avec la localité de Reidenbach, située un peu plus haut, à l'embranchement de la route du Col du Jaun (Jaunpass en allemand).

## Histoire
L'église de Boltigen (dédiée à St-Maurice) est mentionnée depuis 1228. La Réforme est parvenue à Boltigen vers 1528. L'église fut détruite dans un incendie en 1840 et reconstruite sur les bases de l'édifice médiéval. L'orgue, restauré en 1973, est logé dans un beau buffet qui porte la date de 1843.
En 1400, un homme originaire de Boltigen, Stedelen est condamné au bûcher par le juge Peter von Greyerz (de).

## Démographie

### Évolution de la population
Boltigen compte 1 275 habitants au 31 décembre 2022 pour une densité de population de 17 hab/km2. Sur la période 2010-2019, sa population a diminué de −9,0 % (canton : 6,1 % ; Suisse : 9,4 %).  

### Pyramide des âges
En 2020, le taux de personnes de moins de 30 ans s'élève à 28,3 %, au-dessous de la valeur cantonale (30,3 %). Le taux de personnes de plus de 60 ans est quant à lui de 34 %, alors qu'il est de 27,9 % au niveau cantonal.
La même année, la commune compte 628 hommes pour 621 femmes, soit un taux de 50,3 % d'hommes, supérieur à celui du canton (49,1 %).
| Hommes | Classe d’âge | Femmes |
| ------ | ------------ | ------ |
| 0,5    | 90 ans ou +  | 2,1    |
| 8,4    | 75 à 89 ans  | 12,9   |
| 22,5   | 60 à 74 ans  | 21,6   |
| 19,4   | 45 à 59 ans  | 22,5   |
| 17,8   | 30 à 44 ans  | 15,8   |
| 17,2   | 15 à 29 ans  | 12,6   |
| 14,2   | - de 14 ans  | 12,6   |

| Hommes | Classe d’âge | Femmes |
| ------ | ------------ | ------ |
| 0,7    | 90 ans ou +  | 1,6    |
| 8,0    | 75 à 89 ans  | 10,4   |
| 17,3   | 60 à 74 ans  | 17,8   |
| 22,0   | 45 à 59 ans  | 21,3   |
| 20,6   | 30 à 44 ans  | 19,9   |
| 16,4   | 15 à 29 ans  | 15,3   |
| 15,1   | - de 14 ans  | 13,8   |

## Photos

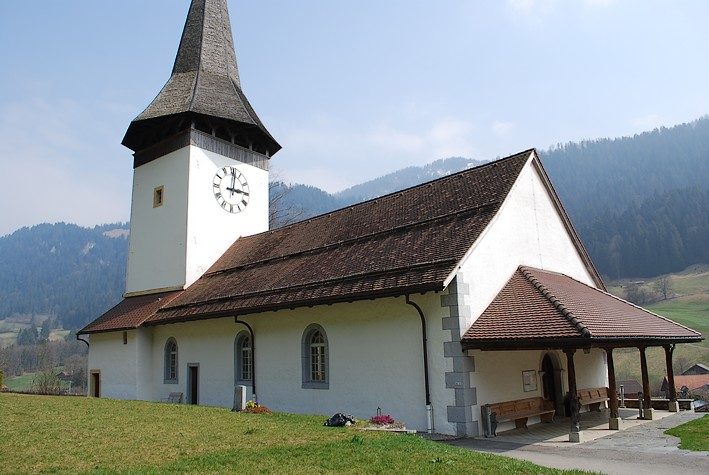
Vue de l'église de Boltigen, reconstruite en 1840
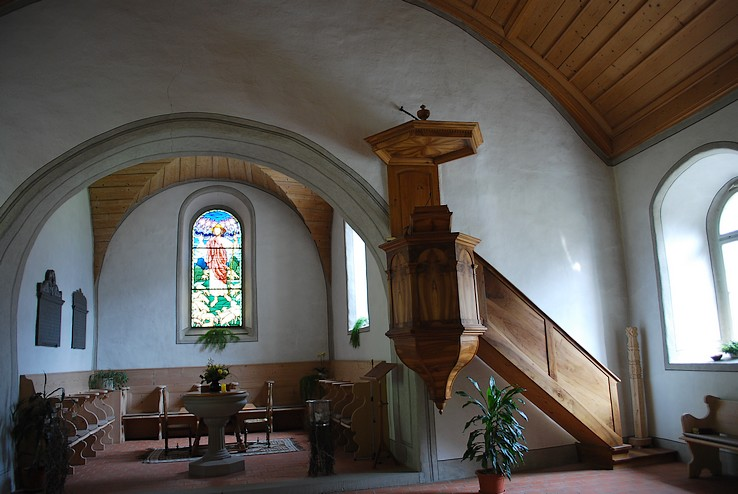
Vue intérieure de l'église de Boltigen
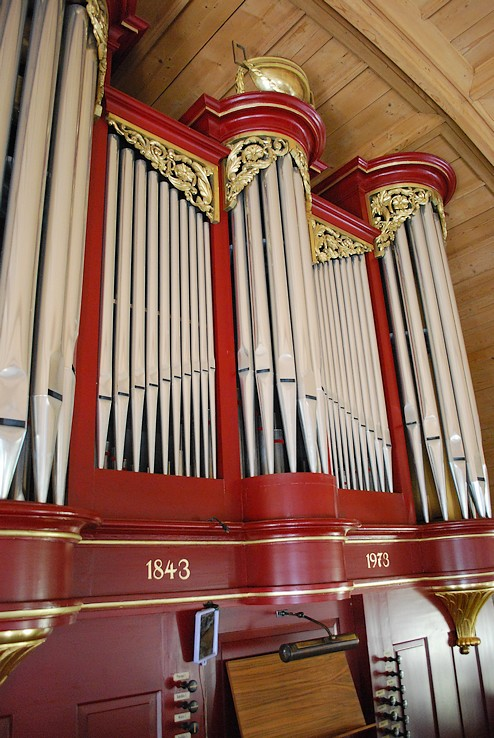
Vue de l'orgue de l'église de Boltigen (buffet de 1843)